# Mação
Mação is een gemeente in het Portugese district Santarém.
De gemeente heeft een totale oppervlakte van 400 km² en telde 8442 inwoners in 2001.

## Kernen
- Aboboreira
- Amêndoa
- Cardigos
- Carvoeiro
- Envendos
- Mação
- Ortiga
- Penhascoso